# Милкову дин Деал (Олт)
Милкову дин Деал (рум. Milcovu din Deal) насеље је у Румунији у округу Олт у општини Милков. Oпштина се налази на надморској висини од 161 m.

## Становништво
Према подацима из 2002. године у насељу је живело 556 становника.

### Попис2002.
| Расподела становништва по националности 2002.‍ | Расподела становништва по националности 2002.‍ | Расподела становништва по националности 2002.‍ | Расподела становништва по националности 2002.‍ | Расподела становништва по националности 2002.‍ |
| --------------------------------------------- | --------------------------------------------- | --------------------------------------------- | --------------------------------------------- | --------------------------------------------- |
|                                               |                                               |                                               |                                               |                                               |
| Румуни                                        | Румуни                                        |                                               | 544                                           | 97,8%                                         |
| Роми                                          | Роми                                          |                                               | 12                                            | 2,2%                                          |